# Mola del Boix (Mas de Barberans)
La Mola del Boix és una muntanya de 904 metres que es troba al municipi de Mas de Barberans, a la comarca del Montsià.